# Melobesioideae
Melobesioideae, potporodica crvenih algi, dio porodice Hapalidiaceae. Postoji tridesetak vrsta u nekoliko rodova

## Rodovi
1. Crustaphytum L.-C.Liu & S.-M.Lin
2. Epilithon Heydrich
3. Exilicrusta Y.M.Chamberlain
4. Mastophoropsis Woelkerling
5. Melobesia J.V.Lamouroux
6. Melobesia Foslie, 1898, , nom. illeg.
7. Neopolyporolithon W.H.Adey & H.W.Johansen
8. Sphaeranthera Heydrich
9. Synarthrophyton R.A.Townsend